# اردومنش

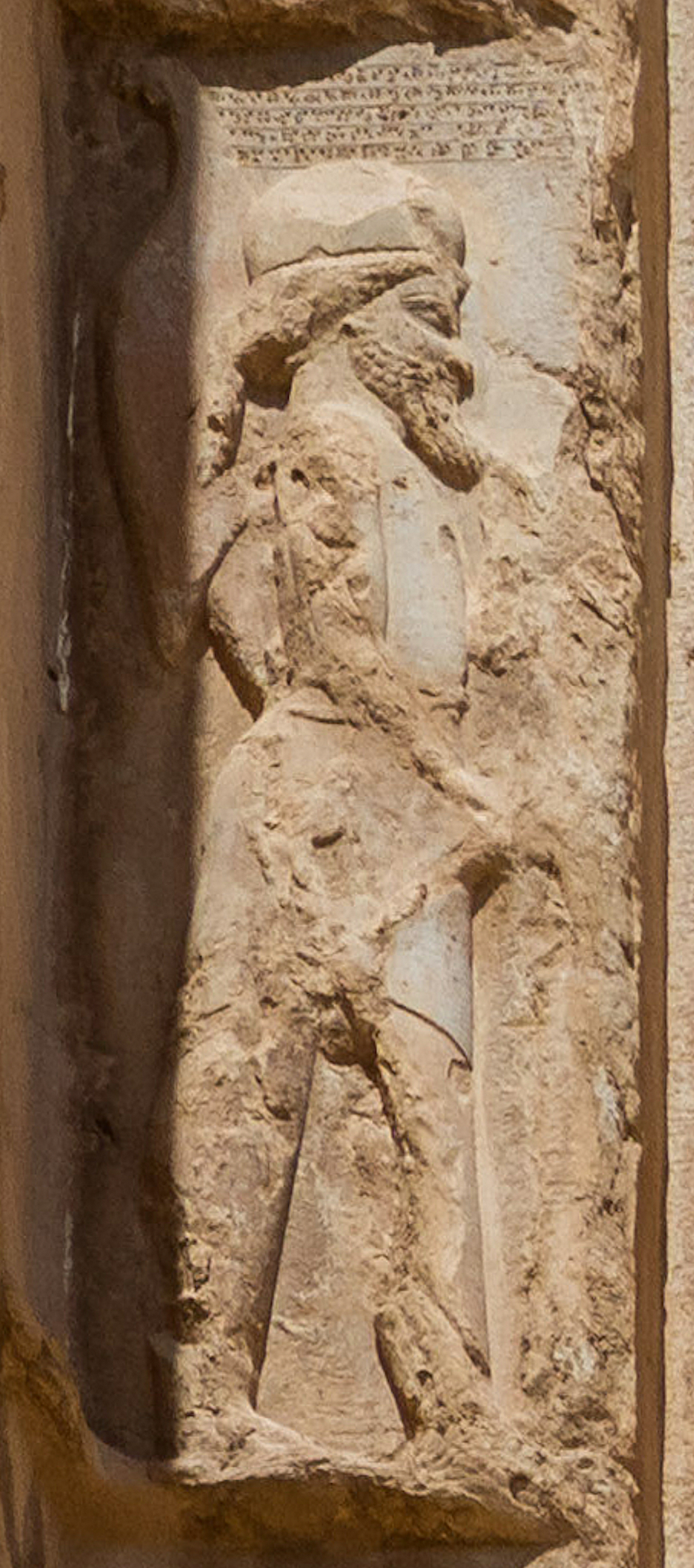
اردومنش بر مقبره داریوش بزرگ در نقش رستم.

اردومنش (پارسی باستان: 𐎠𐎿𐎱𐎨𐎴𐎠 یا Aspacanāʰ; یونانی باستان: Ἀσπαθίνης Aspathínēs اسپاتینس یا اسپاتین یا اسپاکانه)، یکی از بزرگان ایرانی در زمان داریوش بزرگ و خشایارشا بود. وی در سال ۵۲۲ پیش از میلاد، با کمک تعدادی از رؤسای هفت خانوادهٔ بزرگ پارسی با کشتن گئومات مغ که به عنوان بردیا فرزند کوروش بزرگ بر تخت نشسته بود، سلطنت را به داریوش بزرگ و خاندان هخامنشی بازگرداند. او همچنین پسر پراکزاسپه است که که هرودوت از او به عنوان قاتل بردیا پسر کوروش بزرگ یاد می‌کند. همچنین پسر اردومنش که همنام پدربزرگش بود، دریاسالار خشایارشا در جنگ سالامیس بود.وی در حدود ۴۵۰ پیش از میلاد درگذشت.
اردومنش بر آرامگاه داریوش بزرگ در نقش رستم تصویر شده است. with a dedication:

Aspacanâ \ vaçabara \ Dârayavahauš \ xš

âyathiyahyâ \ isuvâm \ dârayatiy

آسپاتین، کماندار،
 تبر نبرد داریوش شاه را در دست دارد.
— کتیبه DNd، آرامگاه داریوش بزرگ
تنها فرد دیگری که با فداکاری نام برده شد گئوبروه بود.

## قیام هفت یار
گئومات غاصب بعد از رفتن کمبوجیه دوم به مصر خود را به جای بردیا پسر کوروش معرفی کرده، بر تخت نشست. او بعد از دست انداختن به تاج و تخت، تمام زنان کمبوجیه را نیز در اختیار گرفت، یکی از این زنان فیدیما، دختر هوتن یکی از تواناترین نجبای ایران بود.

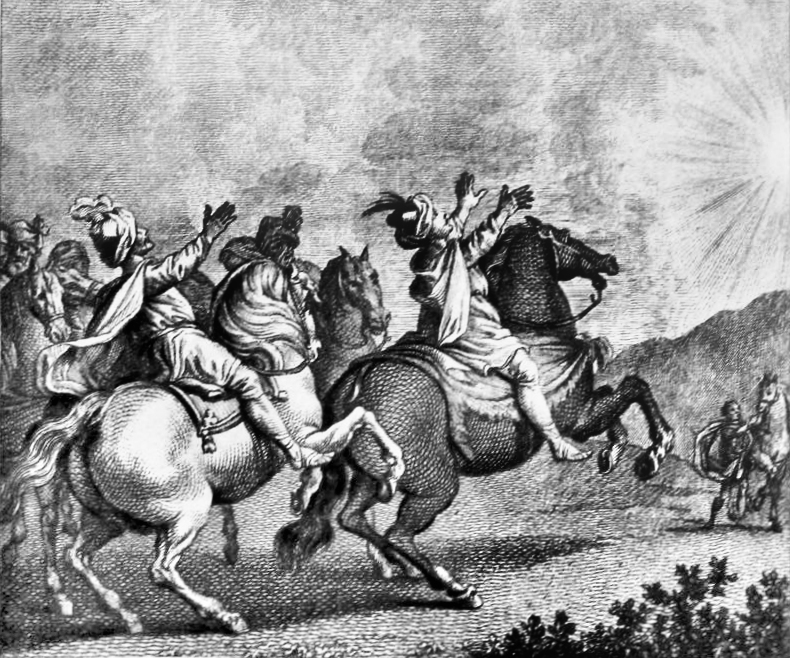
داریوش بزرگ، و پنج قیام‌کننده دیگر، با استناد به خورشید برای رسیدن به پادشاهی.

هوتن یک گروه شش نفره (به احتساب خودش) از نجبای پارس را که به آن‌ها اطمینان داشت، در شوش شکل داد و با ورود داریوش از پارس او را نیز در گروه خویش وارد نمودند. این هفت تن با هم قسم خوردند که برای دفع غاصب اقدام کنند.
نام این هفت تن از این قراراست:
| ترتیب | در کتاب هرودوت          | در کتیبه بیستون |
| ----- | ----------------------- | --------------- |
| ۱     | اوتانس                  | اوتانه          |
| ۲     | اسپاتینس/اسپاکانه       | اردومنش         |
| ۳     | گوبریاس                 | گئوبروه         |
| ۴     | اینتافرنس               | وین‌دِفرنه        |
| ۵     | مگابیز                  | بغابوخش         |
| ۶     | هیدارنس                 | ویدرنه          |
| ۷     | داریوش، شاهزاده هخامنشی | داریوش          |

هفت یار وفادار بر آن شدند که بی‌درنگ بر غاصب بتازند و پس از ادای فریضه و دعا و نیایش برای پیروزی به طرف قصر شتافتند. بالاخره گئومات در قصر به وسیلهٔ داریوش کشته‌شد و ماجرای طغیان بردیای دروغین پایان یافت. تا آنجا که از روایت هرودوت بر می‌آید هم‌پیمانان ظاهراً خویشاوندی داریوش را با کوروش بزرگ، برای انتخاب او به سلطنت کافی ندیدند و حتی این نکته را هم که باید شیوهٔ حکومت عدهٔ قلیل یا حکومت عامه را پذیرفت یا طرز سلطنت استبدادی را ادامه داد، ظاهراً و آنگونه که هرودوت با تأکید و اصرار وقوع مباحثه‌ای درین باب را خاطر نشان می‌کند، درخور بحث دیدند.